# Friedrich Spanheim (teológus, 1600–1649)
Id. Friedrich Spanheim vagy Fridericus Spanhemius (Amberg, 1600. január 1. – Leiden, 1649. május 14.) német-holland kálvinista teológus, a 17. századi református ortodoxia és skolasztika jeles alakja.

## Életútja
A felső-pfalzi Ambergben született, apja, Wigand Spanheim a teológia doktora, IV. Frigyes és V. Frigyes uralkodása alatt a Pfalzi Választófejedelemség egyháztanácsának tagja volt. A gyermek Spanheim 1613-ig szülővárosában végezte az iskolát, majd 1614-től a Heidelbergi Egyetemen hallgatott filológiát és filozófiát. 1619 februárjában megszerezte a magister artium fokozatot. Még ugyanabban az évben apja kérésére Genfbe ment, hogy a kálvinista teológia területén képezze tovább magát. 1620-ban apja meghalt, Spanheim anyagi helyzete bizonytalanná vált. Három éven keresztül magántanítóként kereste kenyerét a franciaországi Dauphinéban, azon belül az embruni kormányzói házban. Ott-tartózkodása során alkalma nyílt hitvitákba bocsátkozni jezsuita papokkal, ezzel teológiai felkészültségét is edzette.
Később Genfbe, majd a Párizs melletti Charentonba költözött, ahol rokona, a prédikátor Samuel Durant fogadta be. Már ezekben a korai években meghívást kapott Lausanne-ba, filozófiai stúdiumok megtartására, de Spanheim a felkérést visszautasította. 1625-ben Angliában tett egy utazást, majd Párizson keresztül visszatért Genfbe. 1626-ban a filozófia tanára lett a város akadémiáján, Bénédict Turrettini halála után, 1631-ben pedig átvette a teológiai katedrát. Genfben általános elismerés és tisztelet övezte munkáját, a város díszpolgára lett, a külföldi egyetemekről érkező meghívásokat Spanheim rendre visszautasította. 1633-tól 1637-ig az akadémia rektora volt. Genfi évei alatt könyveket írt franciául a kortárs francia történelem és politika eseményeiről (Mercure suisse, 1634; Soldat suédois, 1634–1641).
1642-ben meghívást kapott a kor egyik vezető akadémiájára, a leideni egyetemre. Bázelben sietősen megszerezte doktorátusát (leideni alkalmazásának feltételét), és még ugyanabban az évben elfoglalta teológiai katedráját. A tanítás mellett termékeny írónak bizonyult, emellett V. Frigyes pfalzi választófejedelem leánya, Pfalzi Erzsébet, valamint az orániai hercegek mellett tanácsadóként is tevékenykedett. Élete utolsó két évében a leideni vallon egyházközség lelkipásztora is volt. Haláláig az ortodox kálvinizmus egyik legdogmatikusabb képviselőjének számított, folyamatos harcban állt a reformáció haladó szárnyaival, az arminiánusokkal, a coccejánusokkal, valamint a karteziánus eszmékkel.
Fiai közül Ezekiel Spanheim a politikai pályára lépett, ifj. Friedrich Spanheim pedig szintén teológus, a heidelbergi és leideni egyetemek professzora volt.